# Shottle
Shottle – wieś w Anglii, w hrabstwie Derbyshire, w dystrykcie Amber Valley. Leży 15 km na północ od miasta Derby i 196 km na północny zachód od Londynu.